# 新富士駅 (静岡県)

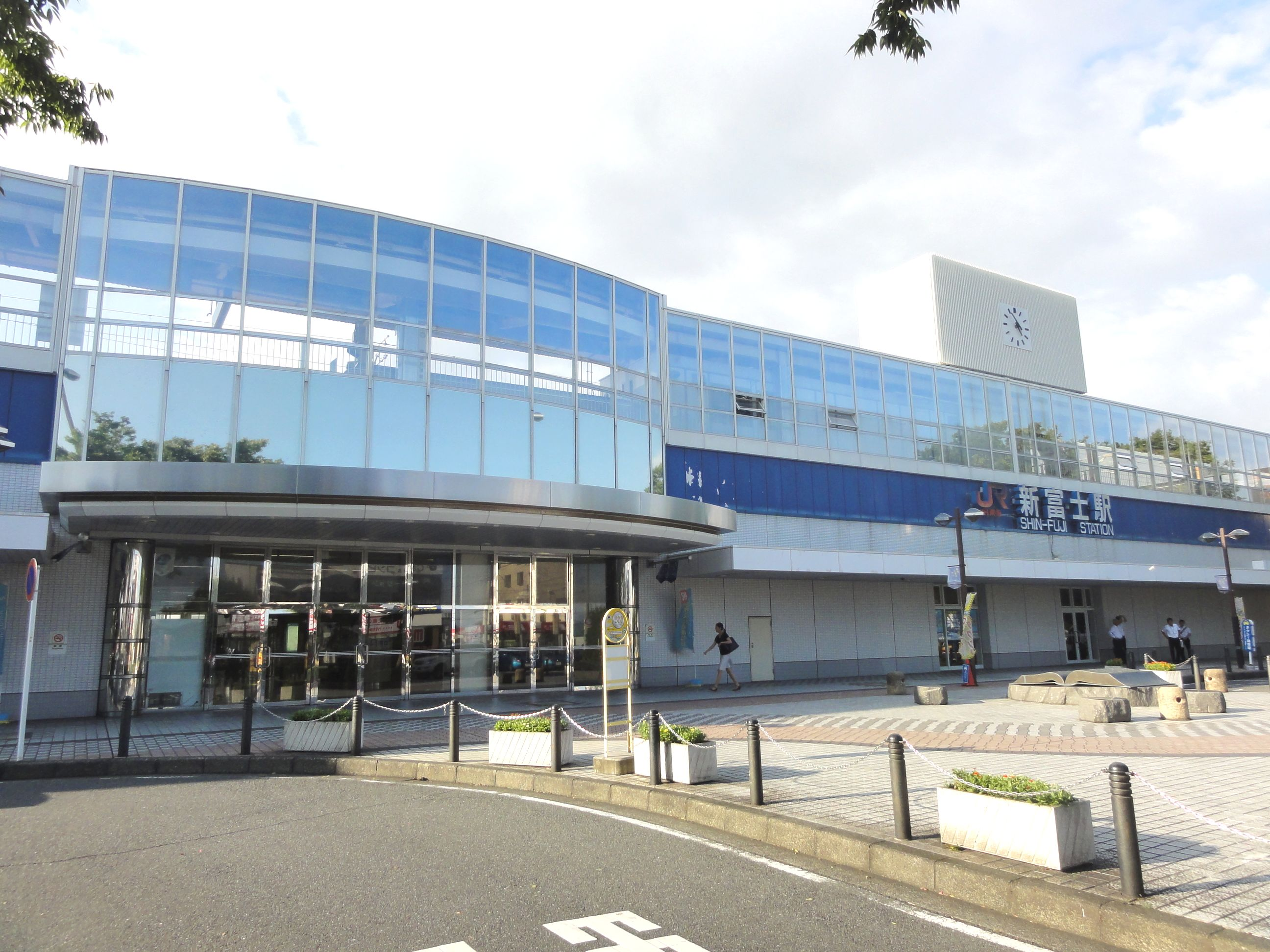
南口（2014年8月）

新富士駅（しんふじえき）は、静岡県富士市川成島にある東海旅客鉄道（JR東海）東海道新幹線の駅。

## 概要
1988年、地元の請願により設置された請願駅である。総事業費は132億8,652万円であり、富士市が半額程度捻出し、他は静岡県の補助金や周辺自治体の負担金により賄われた。
| 財源内訳               | 金額          |
| ---------------------- | ------------- |
| 富士市負担金           | 64億4,835万円 |
| 静岡県補助金           | 30億3,567万円 |
| 企業・団体・個人寄付金 | 29億575万円   |
| 関係市町村負担金       | 7億2,100万円  |
| 国庫補助金             | 1億7,575万円  |

開業当初から、各駅停車の「こだま」のみが停車する。
新幹線単独駅で、東海道新幹線の駅では唯一、鉄道路線と接続していない（JR在来線と接続していない東海道新幹線の駅は、他に岐阜羽島駅があるが、こちらは隣接する新羽島駅で名古屋鉄道羽島線と接続）。近隣の在来線の駅は東海道本線・身延線の富士駅で、北へ約2 km離れている。同駅（北口または南口）との間で、路線バスやコミュニティバスが運行されている。

開業当時は、同駅から当駅の付近まで伸びている大昭和製紙（当時、現・日本製紙）への専用線や旭化成貨物引き込み線跡地を利用して、身延線を当駅まで延伸する計画もあったようだが、実現には至っていない。また、富士市では専用線とDMVを使う形で、当駅と富士駅間および岳南電車岳南線と当駅間との接続を検討し、2007年1月には富士市制40周年を記念してデモンストレーション走行が行われたが、2014年9月10日、開発元のJR北海道が安全対策と北海道新幹線に経営資源を集中させる事を理由に、DMV導入断念を発表。富士市は2015年12月7日までに、導入を一時断念する方針を固めた。
新富士駅の事務管コードは、▲520151となっている。当駅発着の乗車券には、根室本線の新富士駅と区別するため、東海道本線（東海道新幹線）の「東」を冠して「（東）新富士」と印字される。

## 歴史

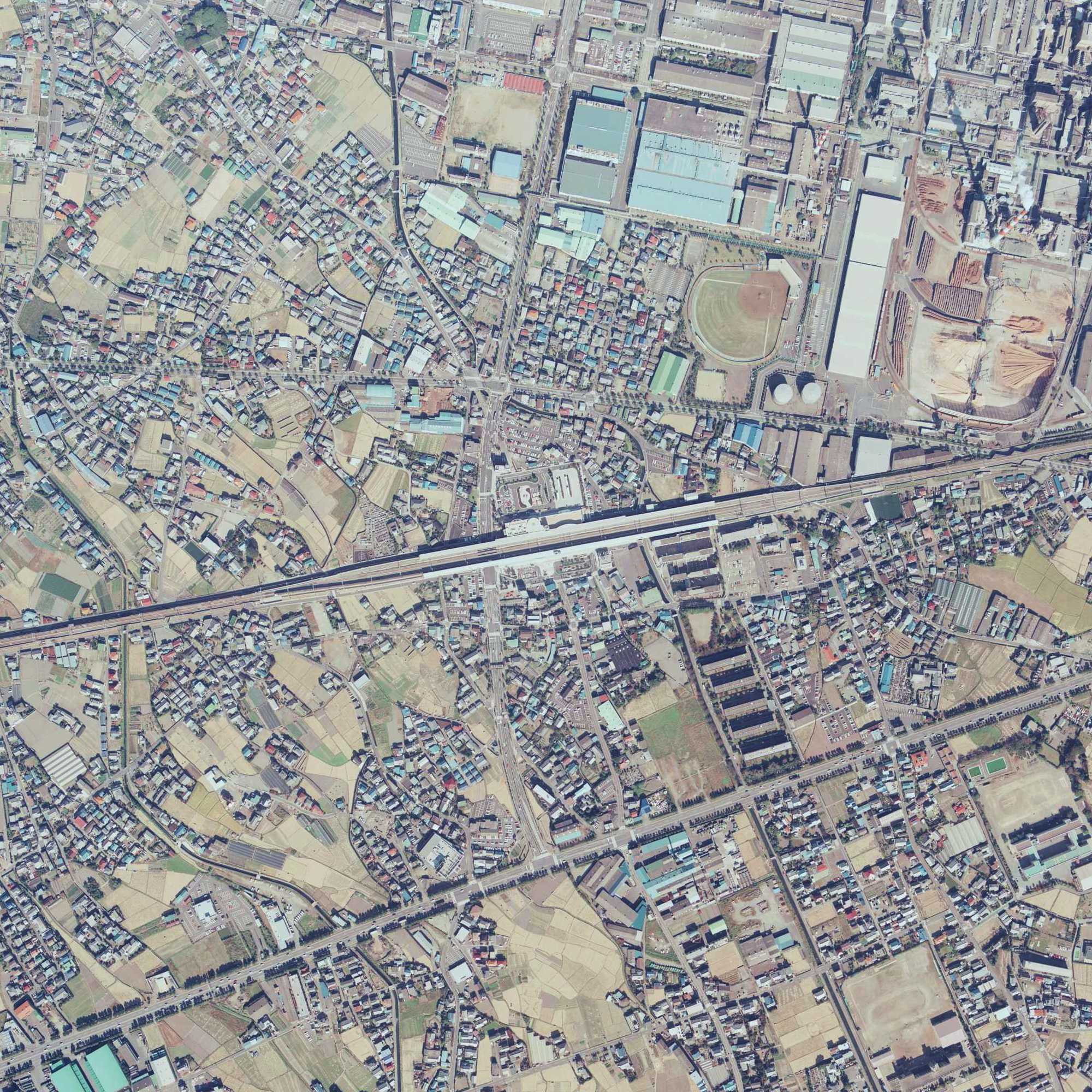
開業当時の新富士駅周辺の空中写真（1988年10月撮影）

- 1970年（昭和45年）8月3日：富士市町内会連合会常任理事会で「新幹線富士停車」の問題が提起される。
- 1971年（昭和46年）
  - 6月4日：富士市町内会連合会総会で、新幹線富士駅設置運動を推進することを正式決定。
  - 11月：富士市町内会連合会に、「新幹線富士停車駅促進準備会」結成。
  - 12月9日：富士市、富士宮市、庵原郡富士川町、富士郡芝川町の2市2町の自治会役員代表47人によって、「新幹線富士駅設置促進準備会」を結成。
- 1981年（昭和56年）5月26日：官民からなる「東海道新幹線富士駅設置促進期成同盟会」設立。
- 1982年（昭和57年）
  - 8月31日：新幹線富士駅設置促進期成同盟会が庵原郡蒲原町・由比町に参加要請。翌日、山梨県南巨摩郡富沢町、南部町、身延町に呼びかけ、ともに快諾。この時点で、2市7町となる。
  - 11月18日：同じく、田方郡戸田村・土肥町、賀茂郡賀茂村・西伊豆町・松崎町にも参加要請。翌年2月快諾。
- 1983年（昭和58年）
  - 1月14日：富士市が圏域住民にアンケートを実施。（31日まで）90パーセントが新駅設置に賛成。
  - 1月19日：新幹線富士駅設置促進期成同盟会が、甲府市にも参加要請。5日後に快諾。この時点で、3市7町に広がる。
  - 2月2日：南巨摩郡の残り全町、西八代郡全町村、中巨摩郡玉穂村・昭和町に参加要請し快諾。西伊豆と合わせて、3市20町4村となった。
  - 11月19日：「新幹線富士駅設置促進市民決起集会」開催。
- 1984年（昭和59年）
  - 4月23日：新幹線富士駅の富士市案公表。
  - 10月18日：新幹線富士駅の設置決定。
- 1985年（昭和60年）8月4日：起工式を行う。9月1日に工事開始。
- 1986年（昭和61年）12月26日：駅前広場造成工事着工。
- 1987年（昭和62年）
  - 4月1日：国鉄分割民営化により、東海道新幹線をJR東海が承継[10]。
  - 6月22日：駅舎工事着工。
  - 10月16日：駅名が「新富士駅」に決定。
- 1988年（昭和63年）3月13日：JR東海により開業[1]。当初の管轄は静岡支社。
- 1998年（平成10年）2月12日：自動改札機を導入[11]。
- 2008年（平成20年）4月1日：管轄が新幹線鉄道事業本部へ変更。
- 2017年 (平成29年) 2月23日：北口を富士山口に改称[12]。
- 2018年 (平成30年) 11月21日：ジェイアール東海静岡開発によるASTY新富士が開業。
- 2024年（令和6年）3月1日：サポートつき指定席券売機を導入[2]。

## 駅構造
相対式ホーム2面2線を持つ高架駅となっているが、実際には、まず中央に通過線（本線）2線を配し、その両側にプラットホームと接する副本線2線を配する構造となっている。
当駅前後は富士山の眺望が良い区間となっており、それが遮られないようホームの壁面を全てガラス張りにする工夫がされている。
東京寄りのホーム下を灌漑水路が流れている。
高架下の駅舎内にはJR全線きっぷうりばやサポートつき指定席券売機、自動改札機などが設置されており、改札口は1か所のみとなっている。また、東海道新幹線の駅では唯一、キヨスクが設置されていない。ただし、地元駅弁製造業者による構内売店は設置されている。
駅長・駅員配置駅（直営駅）である。2008年4月から、所属エリアを静岡支社から新幹線鉄道事業本部へ変更した。

### のりば
| 番線 | 路線         | 方向 | 行先       |
| ---- | ------------ | ---- | ---------- |
| 1    | 東海道新幹線 | 上り | 東京方面   |
| 2    | 東海道新幹線 | 下り | 新大阪方面 |

（出典：JR東海:駅構内図）

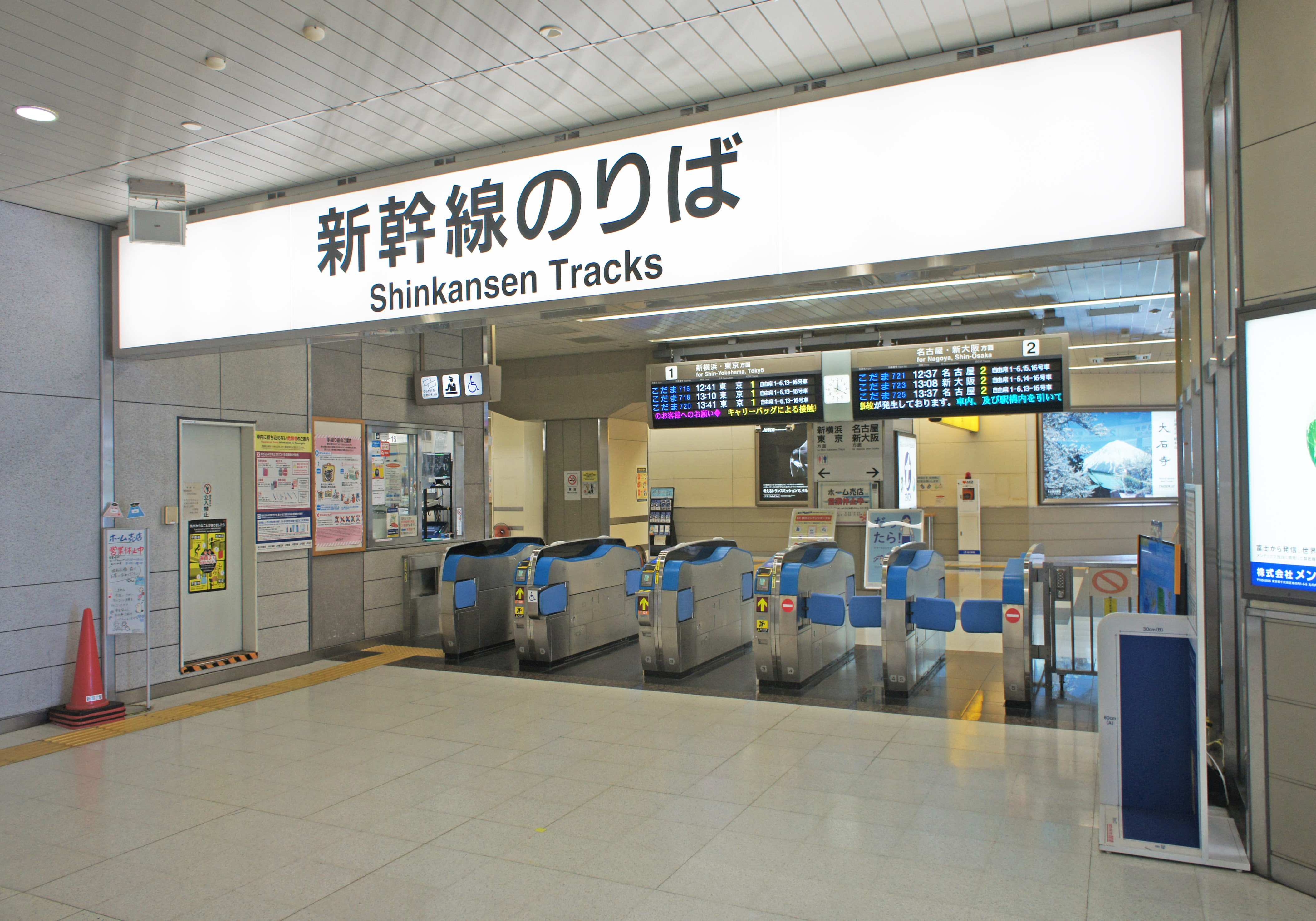
改札口（2022年7月）
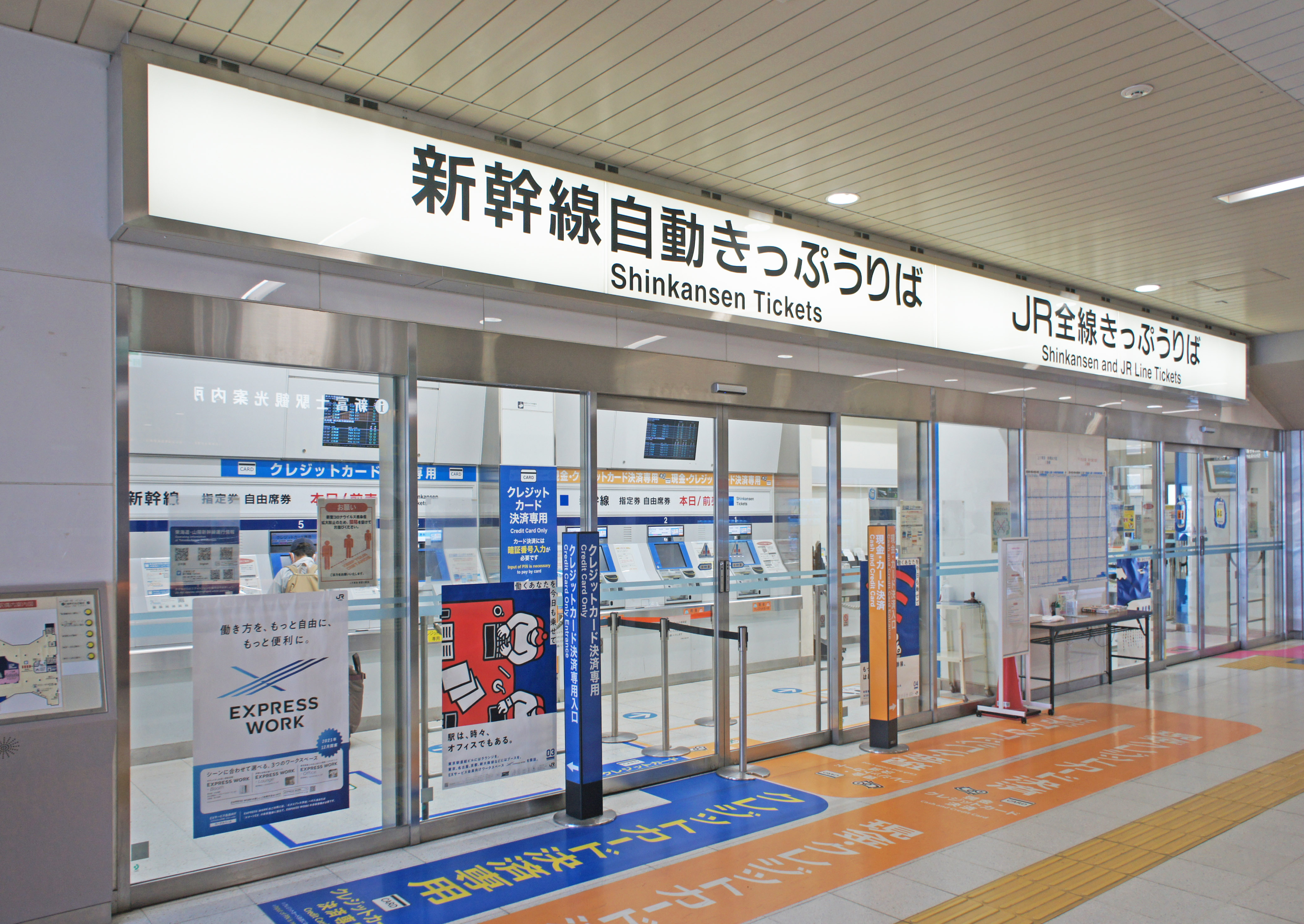
切符売り場（2022年7月）
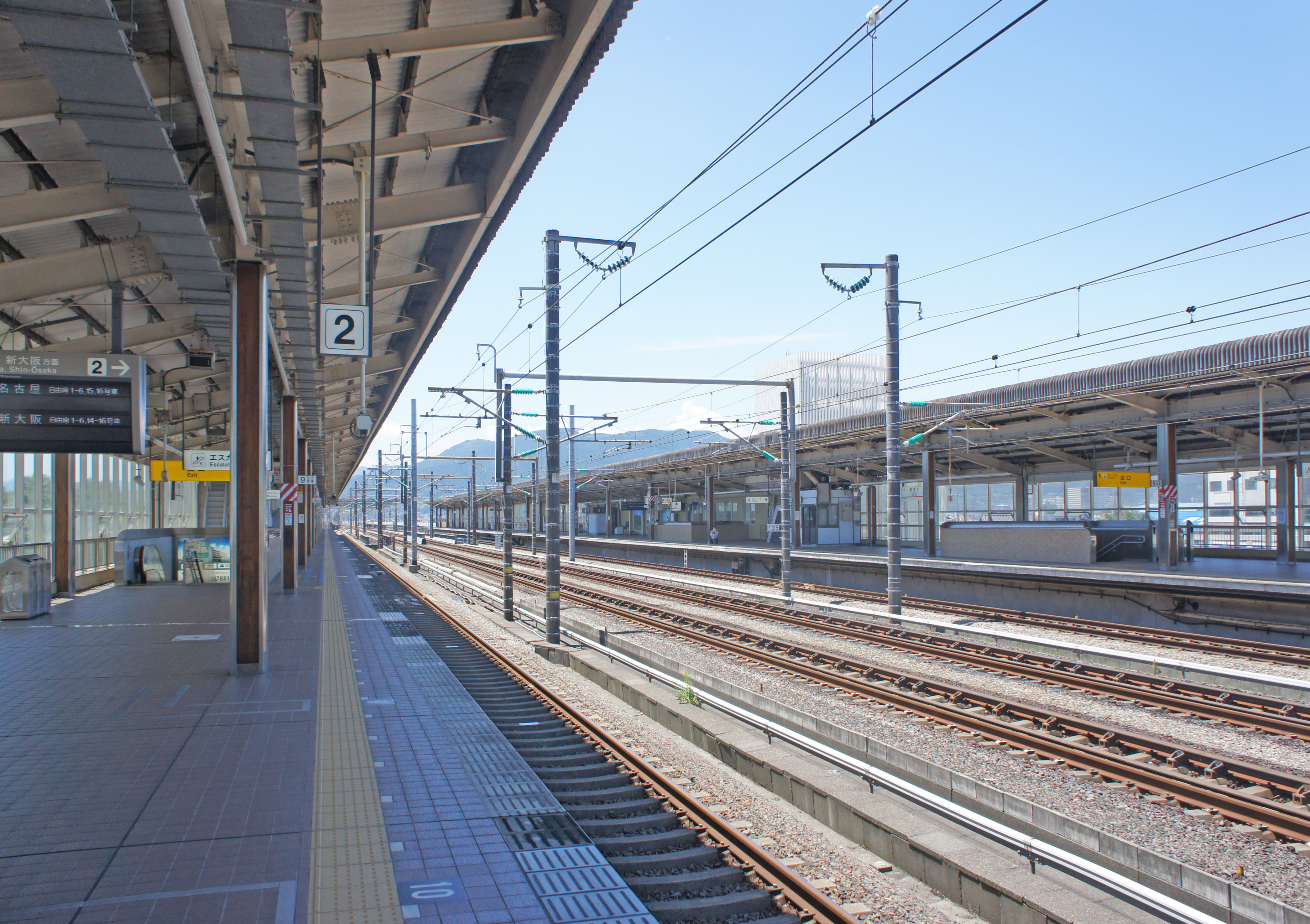
ホーム（2022年7月）

## 駅弁
主な駅弁は下記の通り。
- 巻狩べんとう
- 駅弁版極富士宮やきそば弁当
- 牛すき弁当
- 竹取物語
- 幕の内弁当
- 駿河ちらし

## 利用状況
JR東海の移動等円滑化取組報告書によると、2023年度（令和5年度）の1日平均乗降人員は8,292人である。
1989年度（平成元年度）以降の推移は以下のとおりである。
| 乗車人員推移        | 乗車人員推移     | 乗車人員推移  |
| 年度                | 1日平均 乗車人員 | 出典          |
| ------------------- | ---------------- | ------------- |
| 1989年（平成0元年） | 5,020            | [ 静岡県 1 ]  |
| 1990年（平成02年）  | 5,880            | [ 静岡県 1 ]  |
| 1991年（平成03年）  | 4,680            | [ 静岡県 1 ]  |
| 1992年（平成04年）  | 4,470            | [ 静岡県 1 ]  |
| 1993年（平成05年）  | 4,400            | [ 静岡県 1 ]  |
| 1994年（平成06年）  | 4,520            | [ 静岡県 2 ]  |
| 1995年（平成07年）  | 4,560            | [ 静岡県 2 ]  |
| 1996年（平成08年）  | 4,660            | [ 静岡県 2 ]  |
| 1997年（平成09年）  | 4,580            | [ 静岡県 2 ]  |
| 1998年（平成10年）  | 4,450            | [ 静岡県 2 ]  |
| 1999年（平成11年）  | 4,510            | [ 静岡県 3 ]  |
| 2000年（平成12年）  | 4,540            | [ 静岡県 3 ]  |
| 2001年（平成13年）  | 4,631            | [ 静岡県 4 ]  |
| 2002年（平成14年）  | 4,615            | [ 静岡県 5 ]  |
| 2003年（平成15年）  | 4,640            | [ 静岡県 6 ]  |
| 2004年（平成16年）  | 4,808            | [ 静岡県 7 ]  |
| 2005年（平成17年）  | 4,901            | [ 静岡県 8 ]  |
| 2006年（平成18年）  | 4,890            | [ 静岡県 9 ]  |
| 2007年（平成19年）  | 5,017            | [ 静岡県 10 ] |
| 2008年（平成20年）  | 4,854            | [ 静岡県 11 ] |
| 2009年（平成21年）  | 4,487            | [ 静岡県 12 ] |
| 2010年（平成22年）  | 4,502            | [ 静岡県 13 ] |
| 2011年（平成23年）  | 4,548            | [ 静岡県 14 ] |
| 2012年（平成24年）  | 4,583            | [ 静岡県 15 ] |
| 2013年（平成25年）  | 4,802            | [ 静岡県 16 ] |
| 2014年（平成26年）  | 4,720            | [ 静岡県 17 ] |
| 2015年（平成27年）  | 4,751            | [ 静岡県 18 ] |
| 2016年（平成28年）  | 4,744            | [ 静岡県 19 ] |
| 2017年（平成29年）  | 4,818            | [ 静岡県 20 ] |
| 2018年（平成30年）  | 4,874            | [ 静岡県 21 ] |
| 2019年（令和元年）  | 4,662            | [ 静岡県 22 ] |
| 2020年（令和02年）  | 2,066            | [ 静岡県 23 ] |
| 2021年（令和03年）  | 2,524            | [ 静岡県 23 ] |

当初当駅は、大石寺への参拝客を需要に見込み、官民からなる「東海道新幹線富士駅設置促進期成同盟会」（1981年5月発足）は、繰り返し日蓮正宗および創価学会に協力要請を行っていた。例えば、1983年（昭和58年）3月には大石寺に協力を要請し、続いて同年5月には創価学会に協力を要請した事実がある。
そして無事開業に漕ぎ着けたが、その大石寺を総本山とする日蓮正宗が、1991年（平成3年）に創価学会を破門したことにより、団体客の利用が減少し（宗門側の法華講連合会は、引き続き団体利用を継続）、当駅の1991年の利用者数は、1990年（平成2年）と比較して大幅に減少している。

## 駅周辺

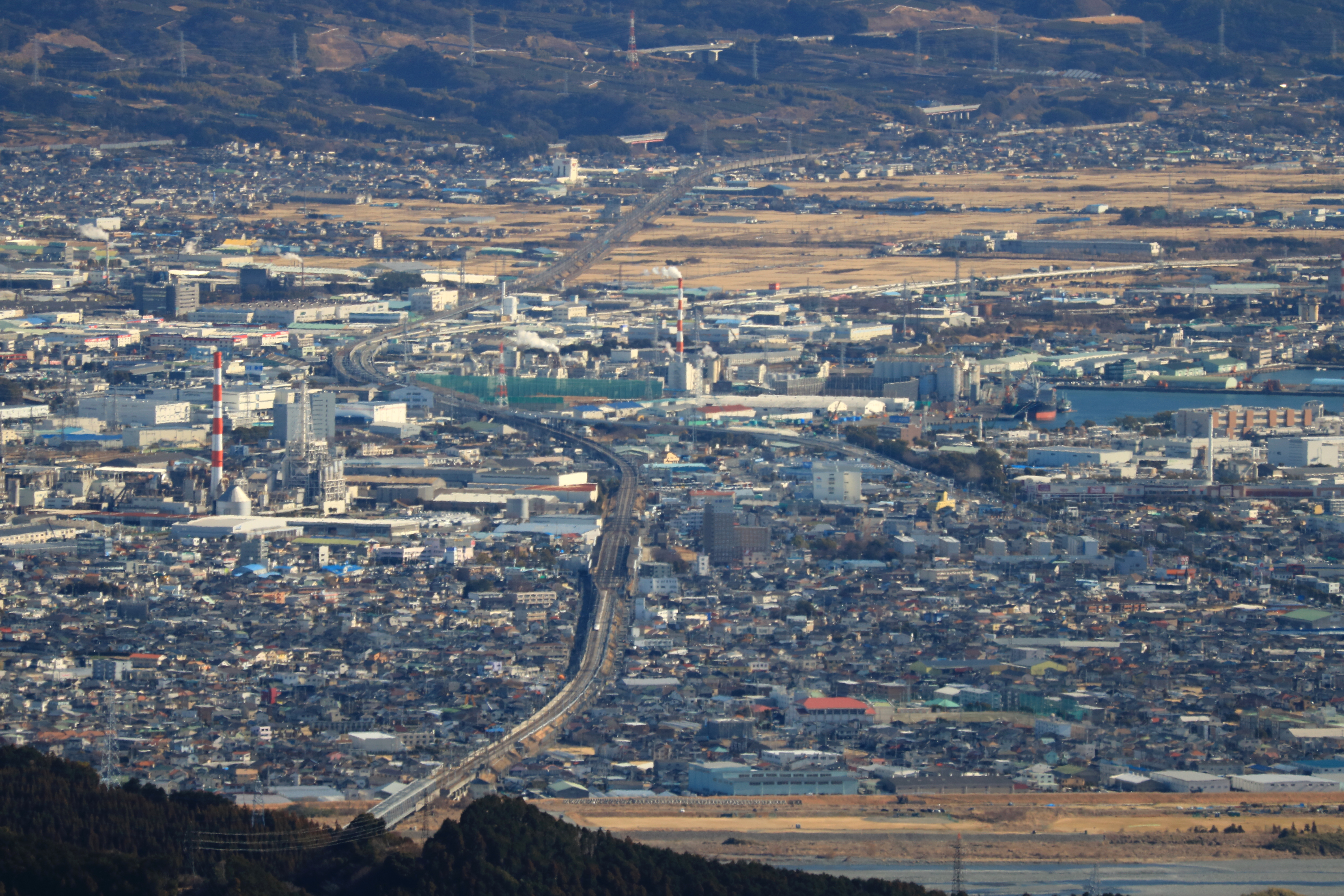
西側から望む駅周辺（2018年）

駅付近は民家や駐車場が目立つが、そこから少し離れると工業地がある。富士駅は当駅から北へ約2 km離れた所にあり、駅西側を通る静岡県道174号線（富士見大通り）は同駅へのアクセス道路を兼ねている。商業施設や田子の浦港は駅南東側にあるが、港はやや離れた所にある。
- 富士市産業交流展示場（ふじさんめっせ）
- 東横イン新富士駅南口
- イオンタウン富士南
- 日本製紙富士工場
- 東芝キヤリア富士事業所
- 富士警察署新富士駅前交番
- 富士柳島郵便局
- 富士横割郵便局
- 川成島浅間神社
- 富士市立田子浦小学校
- 富士市立田子浦中学校
- 国道1号（富士由比バイパス）
- 静岡県道174号富士停車場線（富士見大通り）
- 新幹線駅前通り
- ホテルルートイン新富士駅南-国道1号バイパス沿-

## バス路線
バスのりばは富士山口駅前広場内にある。

### 一般路線バス等
一般路線バスは富士急静岡バス（鷹岡営業所と富士宮営業所）が運行している。ただし、富士山駅行きのみ富士急バスが運行している。また、コミュニティバスは石川タクシー富士が運行している。
1番乗り場
- S271・S273：富士駅南口
- まちなか循環バス「ぐるっとふじ」右回り：吉原中央駅
- 田子浦地区コミュニティバス「しおかぜ」：富士駅南口
- モーニングシャトル：富士駅南口

2番乗り場
- まちなか循環バス「ぐるっとふじ」左回り：吉原中央駅
- S272：イオンタウン富士南
- S275：吉原中央駅
- 富士桜自然墓地公園

3番乗り場
- 田子浦地区コミュニティバス「しおかぜ」：田子浦地区方面
- 富士南地区コミュニティバス「みなバス」：富士駅南口

4番乗り場
- 大石寺

5番乗り場
- S04 快速：富士山駅
- S06 特急：休暇村富士
- S07 特急：静岡県富士山世界遺産センター
- 富士山富士宮口五合目
- 芝桜ライナー 富士芝桜まつり会場 ※富士芝桜まつり期間に運行

### 高速バス
かぐや姫エクスプレスは富士急静岡バス、新富士・沼津・御殿場 - 成田空港線は富士急静岡バスと京成バス、金太郎号は富士急湘南バスと近鉄バスが運行している。
5番乗り場
- かぐや姫エクスプレス：東京駅日本橋口
- 新富士・沼津・御殿場 - 成田空港線：成田空港
- 金太郎号：近鉄なんば駅（OCATビル）

## その他
- 富士駅と当駅との間で選択乗車の制度を利用することが可能となっている[19]。なお、片道100km以下の乗車券では本来途中下車した時点で無効となるが、当駅（および岐阜羽島駅）では選択乗車に関係した乗り換えで下車する場合は特別下車として扱っている。2025年3月15日より旅客営業規則に明文化される[20]。
- 交通系ICカード全国相互利用サービスは、IC定期券[注釈 4]で乗車することができ[21]、新幹線IC定期券も発行している[22]。この他、エクスプレス予約（EX-IC/スマートEX）の取扱いもあり、ネット予約のオンラインチケットで東京 - 鹿児島中央間の全線を使用することができる[23]。
- 当駅は2007年9月28日 - 30日に富士スピードウェイで開催された「2007年日本グランプリ」[注釈 5]の電車+シャトルバス方式の指定駅の1つに選ばれ、開催期間中は無料シャトルバスを当駅 - 富士スピードウェイ間で運行した[24][25]。しかし、渋滞が原因でレース観戦ができなかったことが災いし、同件に関する裁判が2013年1月に開かれた[26]。この裁判で東京地方裁判所は富士スピードウェイに対し、約83万円の賠償を命じている[26]。なお、同大会では運営側の不備を指摘する報道もあった[27]。
- 1993年8月に「のぞみ」号のグリーン車内で殺人事件が発生し、犯人の身柄を確保するために当該ののぞみ号が緊急停車した（のぞみ24号殺人事件）。

## 隣の駅
東海旅客鉄道（JR東海）
 東海道新幹線
三島駅 - 新富士駅 - 静岡駅

### 記事本文